# Heinz Lienhart
Heinz Lienhart (* 4. März 1979 in Graz) ist ein ehemaliger österreichischer Fußballtorwart.

## Karriere
Er begann seine Vereinskarriere beim SV Seiersberg. Von dort wechselte er zum Zweitligisten DSV Leoben, anschließend für eine Saison zum Landesligisten SV Anger, danach wechselte er zum ersten Mal zum Grazer AK, wo er für die Amateure tätig war. 2002/03 spielte er für den SC Weiz. Im Sommer 2003 wechselte er wieder zum GAK zurück und wurde in den Profikader aufgenommen. Mit der Saison 2006/07 übersiedelte er nach Berlin und spielt dort die Hinrunde in der Oberliga Nordost für Berlin Ankaraspor. Zur Winterpause wechselte er zurück nach Österreich zum ASK Schwadorf. 
In der Sommerpause 2007 wurde er vom neu gegründeten SK Austria Kärnten verpflichtet. Nach Ende der Saison 2007/08 war Lienhart eine Zeit lang ohne Verein. Ende Jänner 2009 kam er beim belgischen Zweitligisten UR Namur unter. 2010 spielte er unter Coach Heimo Pfeifenberger beim Westligist SPG Axams/Götzens. Nach einem halben Jahr verließ er aber Axams und war ein Jahr lang vereinslos. Erneut für ein halbes Jahr lang war er anschließend beim SV Pachern unter Vertrag. Nach zwei Jahren Vereinslosigkeit wechselte Lienhart zum dritten Mal zum Grazer AK (allerdings dem nunmehr – nach dem Konkurs des seinerzeitigen Traditionsklubs – neu gegründeten), wo er als Tormann sowie als Co-Trainer arbeitete.
Seit Dezember 2024 ist er Sektionsleiter-Stellvertreter des ASKÖ Murfeldund seit Juni 2025 Sportdirektor des FC Union RB Weinland Gamlitz.